# Дуруитоаря
Дуруитоаря (рум. Duruitoarea) — село в Рышканском районе Молдавии. Наряду с сёлами Домашканы, Паскауцы и Проскуряны входит в состав города Костешты.

## География
Село расположено на высоте 99 метров над уровнем моря.

## Население
По данным переписи населения 2004 года, в селе Дуруитоаря проживает 379 человек (182 мужчины, 197 женщин).
Этнический состав села:
| Национальность | Число жителей | Процентный состав |
| -------------- | ------------- | ----------------- |
| молдаване      | 375           | 98.94             |
| русские        | 4             | 1.06              |
| Всего          | 379           | 100%              |